# Stefan Zdzychowski
Stefan Zdzychowski herbu Łodzia – podczaszy wschowski w latach 1694–1703.
Konsyliarz konfederacji średzkiej 1703 roku województw poznańskiego i kaliskiego.